# Молчание классиков. Вакханки
Молчание классиков. Вакханки — российский спектакль, поставленный Всеволодом Лисовским в московском театре «Театр.doc». Премьера спектакля состоялась 29 мая 2016 года.

## О проекте
Автор проекта «Молчание классиков» — Всеволод Лисовский. 
Как отмечено на сайте театра, «„Молчание классиков“ — это цикл спектаклей, в которых мы промалчиваем классические пьесы. Каждый раз новую. Уже успели промолчать Эсхила, Еврипида, Шекспира, Шиллера, фон Клейста. Это не пантомима, не балет. В нашем спектакле молчание — это полноценное выразительное средство. А если зритель запамятовал, о чем идет речь в самой пьесе, мы пускаем авторский текст титрами на экране».

## О спектакле
Премьера спектакля «Молчание классиков. Вакханки» Еврипида состоялась 29 мая 2016 года в Театре.doc.
Автор спектакля «Молчание классиков. Вакханки» — Всеволод Лисовский.
Актёры — Василий Березин, Марина Бойко, Илья Иванус, Марина Карлышева, Роксолана Карпеко, Людмила Корниенко, Алексей Крижевский, Светлана Литвак, Сергей Морозов, Фаридун Мухитдинов, Евгений Скуковский, Шамиль Хасянзанов, Никита Щетинин, Алексей Юдников, Мэри Юфит и др.
Все роли в спектакле без слов и хореографии играют обнаженные актеры.
Авторская аннотация к спектаклю гласит: «16 обнаженных вакханок и пятеро обнаженных мужчин. Думаем, этого вполне достаточно для хорошей трагедии».
Театральная критика затрудняется определить жанр спектакля «Молчание классиков. Вакханки», в то время, как арт-критики склонны отнести этот спектакль к перформативным практикам.

## Цитаты
- «…это игра в голых людей. Чисто авангардная игра в вычитание. Вычитаются текст, одежда, декорация, мизансценирование. Авангард сейчас невозможен. Революция 17-го года невозможна. Но играть же хочется! А театр есть игра, в том числе игра в авангард»[4] — Всеволод Лисовский, 2017.
- «…„Вакханки“ — ироничный предлог продемонстрировать „классику“ такой, какой она написана, и увидеть нечто совсем далекое от „приличного“ и „возвышенного“. Впрочем, не считая отсутствия одежды на актерах, в „Вакханках“ все хорошо с приличиями и возвышенностью. Несмотря даже на то, что артист Василий Березин, которому по роли достается от разъяренных женщин больше всего, после каждого показа отправляется в травмпункт»[5] — Алексей Киселёв, 2017.
- «Этот спектакль — о мистической неуправляемости женской силы, о бешеной феминной энергии, которая и организует общество, и о страшном момент ее осознания. Все-таки „Вакханки“ — победная, но трагедия, среди диких хороводов, которые сметают на своем пути любое препятствие и несогласие»[6] — Ярослава Кравченко, 2017.
- «Мы регулярно промалчиваем „Вакханок“ Еврипида и „Гамлета“ Шекспира. Мое правило — не работать с текстом, потому что современная система торговли текстами является пережитком постиндустриальной эпохи. И вообще сфера искусства является рудиментом средневековой системы цехового производства. У нас есть цех театрального искусства, цех драматургов, цех художников. Я считаю, что режиссер сам может сгенерировать текст, а идеальный коллектив тот, где все взаимозаменяемы»[7] — Всеволод Лисовский, 2017.